# Heerka Labaad
La Heerka Labaad è la terza serie del campionato somalo di calcio.

## Formula
La Heerka Labaad è una competizione annuale organizzata dalla federazione calcistica somala a cui partecipano 7 squadre di calcio, che si affrontano in un girone all'italiana con partite di andata e ritorno, per un totale di 12 giornate. La stagione inizia a febbraio e si conclude a luglio. Le prime due classificate sono promosse in Heerka Koowaad.

## Squadre partecipanti
Alla Heerka Labaad 2018 hanno partecipato le seguenti sette squadre:
- Albeder
- Badbaado
- Gantaalaha Afgooye
- Gasco
- Hillaac
- SomaliFruit
- Ummah Hospital